# Mario Alborghetti
Mario Alborghetti (* 23. Oktober 1928 in Mailand, Italien; † 11. April 1955 in Pau, Frankreich) war ein italienischer Autorennfahrer.
Mario Alborghetti war einer von vielen wohlhabenden jungen Fahrern zu jener Zeit, die ihre Teilnahme an Autorennen nicht durch ihr Talent verdienten, sondern einen Platz im Starterfeld erkauften. 1955 erwarb er einen Maserati 4CLT/48 vom ehemaligen Formel-1-Team Scuderia Milano. Alborghetti engagierte die Mechaniker Egidio Arzani und Gianpaolo Volpini zur Verbesserung seines Boliden. Gemeinsam entstand der sogenannte „Arzani-Volpini Special“, der den damaligen Ferrari 533-Modellen sehr ähnelte. Beim nicht zur Fahrerweltmeisterschaft zählenden Gran Premio del Valentino in Turin hatte Alborghetti seine erste Meldung zu einem Rennen, doch konnte der Wagen nicht rechtzeitig zum Start fertiggestellt werden.
Zwei Wochen später startete er beim Grand Prix de Pau auf dem Circuit de Pau-Ville, doch der Maserati erwies sich bereits im Training als Reinfall. Mit knapp 20 Sekunden Rückstand auf den Pole-Setter Alberto Ascari im Lancia D50 startete Alborghetti aus der letzten Reihe. Im Rennen musste der völlig unterlegene Italiener bereits in den ersten Runden schon drei Boxenstopps hinlegen. In der 19. Runde wurde er von Jacques Pollet überrundet. Bei dem Versuch, dem Gordini-Fahrer Platz zu machen, kam Alborghetti von der Strecke ab und kollidierte nahezu ungebremst in der La Gare-Kurve mit den zur Sicherheit dort deponierten Strohballen. Beim Aufprall wurde Alborghetti der Helm vom Kopf gerissen. Der 26-jährige Italiener war sofort tot. Auch elf Zuschauer wurden bei dem Unfall verletzt, zwei von ihnen schwer.
Als mögliche Ursache für diesen Unfall wird angenommen, dass Alborghetti das Brems- mit dem Gaspedal verwechselt hatte.